# Bigods
Bigods (wcześniej Alfriston) – przysiółek w Anglii, w Esseksie. Leży 19.4 km od miasta Chelmsford i 52.8 km od Londynu. Bigods jest wspomniana w Domesday Book (1086) jako Alferestuna.